# Itia (slak)
Itia is een geslacht van uitgestorven weekdieren uit de klasse van de Gastropoda (slakken). Exemplaren van dit geslecht zijn slechts als fossiel bekend.

## Soort
- Itia clatrata Marwick, 1931 †